# وینسنت دن آفریو
وینسنت دن آفریو (به انگلیسی: Vincent D'Onofrio) (زاده ۳۰ ژوئن ۱۹۵۹) بازیگر آمریکایی است.
از فیلم‌های معروف او می‌توان به مردان سیاه‌پوش، غلاف تمام‌فلزی، اد وود اشاره کرد
او پدر لیلا جرج است.

## گزیده فیلم‌شناسی
فهرست برخی از مجموعه‌های تلویزیونی و فیلم‌هایی که وینسنت دن آفریو در آن‌ها به ایفای نقش پرداخته‌است:
- نظم و قانون: قصد جنایی(مجموعه تلویزیونی)
- بی‌باک (مجموعه تلویزیونی)
- ایکوالایزر (مجموعه تلویزیونی)
- اولین روشن شدن!-۱۹۸۳
- غلاف تمام‌فلزی-۱۹۸۷
- ماجراهای نگهداری از کودکان-۱۹۸۷
- میستیک پیتزا-۱۹۸۸
- نشانه‌های زندگی-۱۹۸۹
- سلام جوگر-۱۹۸۹
- قلب‌های ناراست-۱۹۹۱
- شور درونی-۱۹۹۱
- جوان‌مرگ-۱۹۹۱
- تانگو برهنه-۱۹۹۱
- جی‌اف‌کی-۱۹۹۱
- بازیگر-۱۹۹۲
- نمک روی پوست ما-۱۹۹۲
- مقدسین خانواده-۱۹۹۳
- آقای شگفت‌انگیز-۱۹۹۳
- انسان-۱۹۹۴
- اد وود-۱۹۹۴
- جنایات خیالی-۱۹۹۴
- استوارت خانواده‌اش را نجات می‌دهد-۱۹۹۵
- روز عجیب و غریب-۱۹۹۵
- تمام جهان پهناور-۱۹۹۶
- برنده-۱۹۹۶
- احساس مینه‌سوتا-۱۹۹۶
- موفق باشید-۱۹۹۶
- پسر-۱۹۹۶
- مردان سیاه‌پوش-۱۹۹۷
- پسران نیوتن-۱۹۹۸
- کلر دولان-۱۹۹۸
- سرعت گری-۱۹۹۸
- داوران اسپانیایی-۱۹۹۹
- طبقه سیزدهم-۱۹۹۹
- تصادفات شاد-۲۰۰۰
- این فیلم را بدزدید!-۲۰۰۰
- سلول-۲۰۰۰
- دیوارهای چلسی-۲۰۰۲
- شیاد-۲۰۰۲
- واق!-۲۰۰۲
- زندگی‌های خطرناک پسران آلتر-۲۰۰۲
- دریای سالتون-۲۰۰۲
- شست‌خور-۲۰۰۵
- جدایی-۲۰۰۶
- کادیلاک رکوردز-۲۰۰۸
- استیتن آیلند-۲۰۰۹
- بهترین‌های بروکلین-۲۰۱۰
- کشتن مرد ایرلندی-۲۰۱۱
- زنجیرشده-۲۰۱۲
- آتش در ازاء آتش-۲۰۱۲
- شوم-۲۰۱۲
- الاغ وارونه-۲۰۱۳
- چارلی کانتریمن-۲۰۱۳
- کلر-۲۰۱۳
- ماجراهای دکه سمساری-۲۰۱۳
- نقشه فرار-۲۰۱۳
- مال-۲۰۱۴
- قاضی-۲۰۱۴
- اسب‌های شکسته-۲۰۱۵
- دنیای ژوراسیک-۲۰۱۵
- شوم ۲-۲۰۱۵
- پله-۲۰۱۶
- در نبردی مشکوک-۲۰۱۶
- هفت دلاور-۲۰۱۶
- حلقه‌ها-۲۰۱۷
- چیپس-۲۰۱۷
- راه کریسمس-۲۰۱۷
- آرزوی مرگ-۲۰۱۸
- بچه-۲۰۱۹
- چشم‌های تامی فی-۲۰۲۱
- نابخشودنی-۲۰۲۱
- گربه وحشی-۲۰۲۳
- پول احمقانه-۲۰۲۳
- سرقت-۲۰۲۴